# リック・マーギッツァ
リック・マーギッツァ（Rick Margitza、1961年10月24日 - ）は、アメリカのジャズ・テナー・サクソフォーン奏者である。

## 略歴
マーギッツァの父方の祖父であるハンガリアン・ジプシーのヴァイオリニストが、4歳のときにヴァイオリンを弾くよう彼に教えた。また彼の父はデトロイト交響楽団でヴァイオリンを演奏していた。その後、ピアノやオーボエを演奏し、フォードソン高校在学中にテナー・サックスに落ち着いた。彼はウェイン州立大学、バークリー音楽大学、マイアミ大学、ロヨラ大学ニューオーリンズ校という複数の大学に通った。1980年代になるとメイナード・ファーガソンやフローラ・プリムと一緒にツアーを行い、1988年にニューヨークへ移ると、そこでマイルス・デイヴィスと演奏するようになった。
1989年から1991年の間に、マーギッツァはブルーノートから3つのセッションをリリースし、その後、エディ・ゴメス、トニー・ウィリアムス、ボビー・ハッチャーソン、マリア・シュナイダー、マッコイ・タイナー、チック・コリアらを含むさまざまなミュージシャンと豊富なレコーディングを行った。また、サックス協奏曲と、オーケストラのための2つの交響曲を作曲した。
2003年にパリに移住して以来、マーシャル・ソラール、フランソワ・ムタン、ルイ・ムタン、アリ・ホーニグ、フランク・アムサレム、ジャン＝ミシェル・ピルク、マニュエル・ロシュマンと共演している。

## ディスコグラフィ

### リーダー・アルバム
- 『カラー』 - Color (1989年、Blue Note) ※全米ジャズ・チャート9位[2]
- 『希望』 - Hope (1991年、Blue Note) ※全米ジャズ・チャート11位[2]
- 『スタンダード・ニュー』 - This Is New (1991年、Blue Note) ※全米ジャズ・チャート19位[2]
- Second Home (1995年、Musidisc) ※with ジェフ・ガードナー
- Work It (1995年、SteepleChase)
- 『ハンズ・オブ・タイム』 - Hands of Time (1995年、Challenge)
- 『ゲーム・オブ・チャンス』 - Game of Chance (1997年、Challenge)
- 『カンヴァセーション』 - Conversations (1999年、Challenge) ※with ベルト・ファン・デン・ブリンク
- Heart of Hearts (2000年、Palmetto)
- Memento (2001年、Palmetto)
- Bohemia (2004年、Nocturne)
- Gypsy Tenor (2017年、Skip) ※with トニー・ラカトシュ、ガボール・ボラ
- Sacred Hearts (2021年、Le Coq)[3]

### 参加アルバム
マイルス・デイヴィス
- 『アマンドラ』 - Amandra (1989年、Warner Bros.)
- 『ライヴ・アット・モントルー』 - Miles & Quincy Live at Montreux (1991年、Warner Bros.)
- 『ライヴ・アラウンド・ザ・ワールド』 - Live Around the World (1996年、Warner Bros.)
- 『ザ・コンプリート・マイルス・デイヴィス・アット・モントルー1973-1991』 - The Complete Miles Davis at Montreux 1973-1991 (2002年、Warner Music Switzerland)

ジョン・フェドコック
- John Fedchock New York Big Band (1995年、Reservoir)
- On the Edge (1997年、Reservoir)
- No Nonsense (2002年、Reservoir)
- Up & Running (2007年、Reservoir)

アンディ・ラヴァーン
- 『フローズン・ミュージック』 - Frozen Music (1989年、SteepleChase)
- 『シヴィア・クリアー』 - Severe Clear (1990年、SteepleChase)
- Serenade to Silver (1996年、SteepleChase)

ルー・ロウルズ
- It's Supposed to Be Fun (1990年、Blue Note)
- The Legendary Lou Rawls (1991年、Capitol)

マリア・シュナイダー
- 『エバネセンス』 - Evanescence (1994年、Enja)
- 『ジャイアント・ステップス』 - Coming About (1996年、Enja)
- Allegresse (2000年、Enja)
- Live At The Jazz Standard — Days Of Wine And Roses (2000年、ArtistShare) ※ライブ

その他
- ケイ赤城 : Mirror Puzzle (1994年、AudioQuest)
- フランク・アムサレム : A Week in Paris (2005年、Nocturne)
- バート・バカラック : Blue Note, Plays Burt Bacharach (2004年、Blue Note)
- ボブ・ベルデン : 『ロクサーヌ〜ザ・ミュージック・オブ・スティング』 - Straight to My Heart (1991年、Blue Note)
- アンデルス・ベルグクランツ : 『ライヴ・アット・スウィート・ベイジル』 - Live at Sweet Basil (1992年、Dragon)
- ニールス・ラン・ドーキー : 『フレンドシップ』 - Friendship (1991年、Milestone)
- デイヴ・ダグラス : Live at the Bimhuis (2005年、Greenleaf)
- イリアーヌ・イリアス : 『キスト・バイ・ネイチャー』 - Kissed by Nature (2002年、Bluebird)
- マイク・ファーン : Close Your Eyes and Listen (2002年、Sparky)
- メイナード・ファーガソン : Body & Soul (1986年、BlackHawk)
- エディ・ゴメス : 『ネクスト・フューチャー』 - Next Future (1993年、Stretch/GRP)
- ジミー・ハスリップ : 『アーク』 - Arc (1993年、GRP)
- エリス・マルサリス : 『ニューオーリンズの夜』 - A Night at Snug Harbor, New Orleans (1990年、Somethin' Else)
- スティーヴ・マサコウスキー  : What It Was (1994年、Blue Note)
- ロン・マクルーア : Pink Cloud (1997年、Naxos)
- セシリア・ノービー : 『セシリア・ノービー』 - Cæcilie Norby (1995年、Blue Note)
- オイヴィン・ニューパン : Republique (2013年、Losen)
- ヤルモ・サヴォライネン : 『ファースト・サイト』 - First Sight (1992年、Timeless)
- ステップス・アヘッド : 『陰陽』 - Yin-Yang (1992年、NYC)
- デイヴ・ストライカー : Blue Degrees (1993年、SteepleChase)
- トリオ・トウケアット : G'day (1993年、EmArcy)
- レニー・ホワイト : 『プレゼント・テンス』 - Present Tense (1995年、Hip Bop)